# Storena indica
Storena indica là một loài nhện trong họ Zodariidae.
Loài này thuộc chi Storena. Storena indica được Benoy Krishna Tikader & Patel miêu tả năm 1975.